# Kremlin Cup 2012
La Kremlin Cup 2012 è stato un torneo di tennis che si è giocato sul cemento indoor. È stata la 23ª edizione del torneo maschile che fa parte della categoria ATP World Tour 250 series nell'ambito dell'ATP World Tour 2012 e la 17ª del torneo femminile che fa parte della categoria Premier nell'ambito del WTA Tour 2012. Il torneo si è giocato allo Stadio Olimpico di Mosca, in Russia, dal 13 al 21 ottobre 2012.

## Partecipanti ATP

### Teste di serie
| Nazionalità | Giocatore            | Ranking* | Testa di serie |
| ----------- | -------------------- | -------- | -------------- |
| Ucraina     | Aleksandr Dolhopolov | 20       | 1              |
| Italia      | Andreas Seppi        | 26       | 2              |
| Serbia      | Viktor Troicki       | 32       | 3              |
| Brasile     | Thomaz Bellucci      | 39       | 4              |
| Russia      | Nikolaj Davydenko    | 42       | 5              |
| Uzbekistan  | Denis Istomin        | 44       | 6              |
| Argentina   | Carlos Berlocq       | 49       | 7              |
| Giappone    | Tatsuma Itō          | 65       | 8              |

* Ranking all'8 ottobre 2012.

### Altri partecipanti
I seguenti giocatori hanno ricevuto una wildcard per il tabellone principale:
- Evgenij Donskoj
- Tejmuraz Gabašvili
- Andrej Kuznecov

I seguenti giocatori sono passati dalle qualificazioni:

- Evgeny Korolev
- Konstantin Kravčuk
- Édouard Roger-Vasselin
- Michael Berrer

## Partecipanti WTA

### Teste di serie
| Nazionalità | Giocatrice         | Ranking* | Testa di serie |
| ----------- | ------------------ | -------- | -------------- |
| Australia   | Samantha Stosur    | 9        | 1              |
| Francia     | Marion Bartoli     | 10       | 2              |
| Danimarca   | Caroline Wozniacki | 11       | 3              |
| Serbia      | Ana Ivanović       | 12       | 4              |
| Slovacchia  | Dominika Cibulková | 13       | 5              |
| Russia      | Nadia Petrova      | 14       | 6              |
| Russia      | Marija Kirilenko   | 16       | 7              |
| Rep. Ceca   | Lucie Šafářová     | 18       | 8              |

* Ranking all'8 ottobre 2012.

### Altre partecipanti
Le seguenti giocatrici hanno ricevuto una wildcard per il tabellone principale:
- Margarita Gasparjan
- Elena Vesnina
- Caroline Wozniacki

Le seguenti giocatrici sono passate dalle qualificazioni:

- Valerija Solov'ëva
- Anastasija Rodionova
- Vesna Dolonc
- Elina Svitolina

## Campioni

### Singolare maschile
Andreas Seppi ha sconfitto in finale  Thomaz Bellucci per 3-6, 7–6(3), 6-3.
- È il terzo ed ultimo titolo in carriera, secondo del 2012.

### Singolare femminile
Caroline Wozniacki ha sconfitto in finale  Samantha Stosur per 6–2, 4–6, 7–5.
- È il ventesimo titolo in carriera, il secondo dell'anno.

### Doppio maschile
František Čermák /  Michal Mertiňák hanno sconfitto in finale  Simone Bolelli /  Daniele Bracciali per 7-5, 6-3.

### Doppio femminile
Ekaterina Makarova /  Elena Vesnina hanno sconfitto in finale  Marija Kirilenko /  Nadia Petrova per 6-3, 1-6, [10-8].